# Mustasaari (ö i Finland, Norra Karelen, Joensuu, lat 63,10, long 29,08)
Mustasaari är en ö i Finland. Den ligger i sjön Saarijärvi och i kommunen Juga i den ekonomiska regionen  Joensuu ekonomiska region  och landskapet Norra Karelen, i den centrala delen av landet, 400 km nordost om huvudstaden Helsingfors. Öns area är 0,1 hektar och dess största längd är 50 meter i sydöst-nordvästlig riktning.